# Байкал (озеро, Северо-Казахстанская область)
Байкал (каз. Байкөл) — озеро в Кызылжарском районе Северо-Казахстанской области Казахстана. Находится в пойме реки Ишим в 2,5 км к северу от села Ольшанка.
По данным топографической съёмки 1940-х годов, площадь поверхности озера составляет 1,45 км². Наибольшая длина озера — 1,7 км, наибольшая ширина — 1,2 км. Длина береговой линии составляет 4,5 км, развитие береговой линии — 1,05. Озеро расположено на высоте 89,1 м над уровнем моря.